# The Church of St. Andrew and St. Paul
The Church of St. Andrew and St. Paul är en kyrka i Montréal i Kanada. St. Andrew's Church grundades 1803, och St. Paul's Church 1843. 1918 bestämde de sig för att gå ihop, och den nuvarande kyrkan byggdes 1931–32.